# Bernardo Marques
Bernardo Loureiro Marques (Silves, 21 de novembro de 1898 — Lisboa, 28 de setembro de 1962) foi um pintor, ilustrador e artista gráfico português.
Figura destacada da 2ª geração de pintores modernistas portugueses, Bernardo Marques participou no movimento renovador das artes em Portugal nas primeiras décadas do século XX. Foi autor de uma obra vasta e multifacetada, centrada sobretudo no desenho, artes gráficas e decoração.

## Biografia
Bernardo Marques nasceu em Silves, no Algarve, a 21 de novembro de 1898, tendo sido batizado a 12 de dezembro de 1898, como filho de Jaime Álvares Marques, negociante, e de Teresa Amália Loureiro Marques, ambos naturais de Silves. Frequenta o liceu de Faro e, em 1918, começa os estudos na Faculdade de Letras de Lisboa (onde conhece Ofélia Marques, sua futura mulher) que abandona em 1921. Não frequenta o ensino artístico e, tal como outros pintores da sua geração, como Mário Eloy ou Carlos Botelho,  será um artista essencialmente autodidata.

Sem título,1922, guache, tinta-da-china e grafite sobre papel, 25 x 18 cm. Coleção CAM, FCG

Devido a uma alergia aos materiais da pintura a óleo, o trabalho de Bernardo Marques desenvolver-se-á no desenho. Em 1920 expõe coletivamente pela primeira vez, participando na III Exposição dos Humoristas Portugueses, ao lado de artistas como Almada Negreiros, Emmerico Nunes ou Cristiano Cruz. Em 1929 faz uma estadia na Alemanha e, no ano seguinte, participa no I Salão dos Independentes, SNBA.
Em 1921 inicia atividade gráfica, que irá ocupá-lo de modo regular ao longo da vida, trabalhando em publicidade (anúncios, cartazes), colaborando em jornais, livros e revistas. Do seu intenso trabalho como ilustrador e artista gráfico podem destacar-se as colaborações em jornais como o Diário de Notícias (onde publica a crónica Os domingos de Lisboa, 1925-1929) ou em revistas como Civilização, Imagem, Kino, Presença, ABC, ABC a rir, Revista Portuguesa, Europa, Contemporânea, O Sempre Fixe, Notícias Ilustrado, Atlântico, Variante,  Renovação (1925-1926)  etc. Colabora no ETP – Estúdio Técnico de Publicidade de José Rocha. Em 1935 ilustra a obra Cantos de Lisboa. Faz ilustrações, capas e grafismo de obras literárias para editoras como Guimarães, Inquérito, Estúdios Cor, Livros do Brasil, Ática (cuja direção técnica e artística assume a partir de 1947), etc. Dirige graficamente as revistas Panorama (1941-49), Litoral (1944-1945) e Colóquio (a partir de 1959). A partir de 1948 Bernardo Marques terá oportunidade para se concentrar mais no desenho como atividade autónoma.
Em 1931 trabalha na decoração do pavilhão de Portugal na Exposição Internacional e Colonial de Vincennes, Paris (com Fred Kradolfer, Carlos Botelho e José Rocha). A partir de 1937 integra, juntamente com Carlos Botelho, Fred Kradolfer, José Rocha, Tom, Emmerico Nunes e Paulo Ferreira, a equipa de decoradores do S.P.N. encarregues da realização dos pavilhões de Portugal nas seguintes exposições: Exposição Internacional de Artes e Técnicas, Paris, 1937; Feira Mundial de Nova Iorque, Nova Iorque, 1939; Exposição Internacional de São Francisco, Califórnia, 1939. Em 1940 integra a equipa de decoradores da Exposição do Mundo Português, Lisboa. Colabora como cenógrafo e figurinista em produções do Grupo de Bailados Portugueses Verde-Gaio (Ribatejo, 1940; O Homem do Cravo na Boca, 1941).
A 4 de março de 1941, foi agraciado com o grau de Oficial da Ordem Militar de Sant'Iago da Espada.
Na década de 1950 participa em várias mostras coletivas, nomeadamente na I Exposição de Artes Plásticas da Fundação Calouste Gulbenkian, 1957, onde lhe são atribuídos os prémios de desenho e de aguarela. Morre em Lisboa 28 de setembro de 1962. O seu trabalho é apresentado postumamente em várias exposições individuais, nomeadamente na Fundação Calouste Gulbenkian, Lisboa (1966, 1982, 1989, 1999).

## Obra

Sem título, c. 1930, tinta-da-china, aguarela e guache sobre papel, 32 x 22,3 cm

A prática artística de Bernardo Marques estende-se por um período de mais de 40 anos e abrange uma multiplicidade de áreas. Dedicou-se ao desenho, ao desenho de humor; fez ilustração (podem destacar-se as ilustrações para O Livro de Cesário Verde); trabalhou em cenografia; trabalhou como decorador nas equipas do SPN / SNI. "Foi gráfico a tempo inteiro ao longo de quatro décadas, numa produção vasta e marcada pelo ritmo acelerado das publicações periódicas. A sua obra traduz uma sensibilidade aos sucessivos gostos gráficos dos anos 20, 30, 40 e 50, e uma elegância sem esforço na gestão dos mesmos".
Essa polivalência torna difícil isolar de forma clara o seu projeto artístico autónomo durante as primeiras décadas de atividade. De personalidade reservada, a sua presença no contexto artístico nacional foi discreta e em vida não realizou uma única exposição individual. Decorador e ilustrador durante dezenas de anos, foi essa a imagem que prevaleceu até à sua morte prematura em 1962, "escondendo a do grande desenhador que ele era também".
A sua obra inicia-se na década de 1920, em sintonia com os "novos valores gráficos, dentro de um espírito modernista". Bernardo Marques critica com humor usos e costumes, ilustra e desenha temas do quotidiano, dando-nos imagens que são "sinais de uma urbanidade nascente, que parece ter existido mais em imaginação do que na realidade" (veja-se sem título, 1922, col. CAM, FCG); a par deste mundo moderno e estilizado, inspirado na vivência da Lisboa cosmopolita e elegante, "encontramos também uma temática popular, onde se denota um profundo entendimento do povo, rural e urbano, visto não apenas como motivo etnográfico e decorativo, mas como protagonista da sociedade".
Em 1929 viaja até Berlim, destino invulgar numa época em que Paris ocupava o centro das atenções de todo o mundo da arte. A estadia na Alemanha, associada ao exemplo de Georg Grosz, altera profundamente a sua forma de pensar o desenho,  tanto a nível temático como formal. "Adaptando a Lisboa o que Grosz e o expressionismo alemão lhe inspiraram", vemos emergir temas socialmente mais intensos e uma outra atitude crítica (veja-se Sem título, c. 1930). E em novas imagens, a roçar o grotesco, "a estilização gráfica vai ser substituída por um traço mais violento".

Sem título (Paisagem do Marão), tinta-da-china, aguarela e guache sobre papel, 27,8 x 33,6 cm

Veremos depois a sua obra assimilar a redescoberta folclórica que se institucionaliza a partir da grande produção do Estado Novo que foi a Exposição do Mundo Português, 1940; o desvio revela-se na obra de Bernardo Marques através de inúmeras ilustrações, capas, arranjos gráficos e até publicidade.
A força dos desenhos mais intensos dos anos trinta, caracterizados por linhas de contorno expressivas, encontrará contraponto em trabalhos de meados dessa mesma década onde prevalece já uma outra sensibilidade que dilui as figuras e as paisagens: "em Paris, num registo mais atmosférico, mais próximo das impressões e da poética de um espaço preenchido por sinais, as pessoas tornam-se apontamentos breves de uma multidão indiferenciada". Gradualmente, irá passar da análise dos homens à análise das coisas e concentrar-se na representação da paisagem, rural ou urbana. É esta a origem do seu modo final, da longa produção autónoma que realiza sobretudo entre 1950 e a data da sua morte.
Nesse percurso solitário, nessa "descida ao interior das aparências", irá revisitar Matisse ou Dufy em longas séries de desenhos que evocam a cidade de Lisboa ou as paisagens da Eugaria (Sintra), do Marão, Urgeiriça, Abrunhosa… ou do Algarve da sua infância, mas onde o lugar será sobretudo "o pretexto para a representação dos seus valores mais imateriais, a luz, a atmosfera, a cintilação interior que transparece nos vazios ou nos cruzamentos do preto sobre o branco".  O traço quebrado desmultiplica-se e invade o papel, num discurso fragmentário sobre o real onde os espaços nem sempre se preenchem com os contornos físicos das aparências. "São muitos os traços imaginários que desenham o rasto de uma ausência".